# Augur
En augur var en præst, især i Etruskerriget og Det gamle Rom. Hans hovedopgave var at tolke fuglenes flugt, skrig og æden.
Det kaldtes "at tage auspicier". Augurerne varslede krig, handel og religion og var af betydning for hele det romerske samfund. Den romerske historiker Livius skriver (VI.41): auspiciis hanc urbem conditam esse, auspiciis bello ac pace domi militiaeque omnia geri, quis est qui ignoret? ("Hvem kender ikke til, at denne by kun blev grundlagt efter et helligt bestik, at alt vedrørende krig og fred, hjemme såvel som ude, kun blev udført efter at tage helligt bestik?").
Ikke alle troede på varslerne. Heller ikke augurerne selv, der smilede indforstået til hinanden: med "augursmil". Søren Kierkegaard brugte udtrykket om sin tids præster.